# Fernando Vázquez
Fernando Vázquez Pena (* 24. Oktober 1954 in Castrofeito, Galicien) ist ein spanischer Fußballtrainer, der zahlreiche spanische Vereinsmannschaften trainiert hat. Zudem trainierte er ab 2005 die galicische Fußballauswahl.

## Trainerkarriere (Verein)

### Die Anfänge
Fernando Vázquez arbeitete ursprünglich als Englischlehrer in Lalín. Durch den Schulsport kam er erstmals intensiver mit dem Fußball in Berührung, was ihn zu seinem ersten Verein als Trainer, dem Tercera División - Club CD Lalín führte. Bereits in seiner ersten Saison als Trainer führte er die Galicier zum Aufstieg in die Segunda División B. Nach drei Jahren dort ging es wieder in die vierte Liga, doch 1990/1991 gelang Vázquez mit seiner Mannschaft der Wiederaufstieg.

### Segunda División B
Im Sommer 1991 verließ Fernando Vázquez seinen Verein trotz Aufstiegs und ging zum Viertligisten und Traditionsverein Racing Ferrol. Mit Ferrol gelang 1991/1992 schon in seiner ersten Saison der Aufstieg in die 2B. Dort hielt er sich noch zwei weitere Jahre mit seinem Team, ehe er für die Saison 1994/1995 zum Ligakonkurrenten CD Lugo wechselte. Mit Lugo erreichte er zwar nur einen enttäuschenden Mittelfeldplatz, doch bekam er erstmals die Möglichkeit eine Mannschaft im bezahlten Fußball zu trainieren.

### Profifußball
Im Sommer 1995 übernahm Fernando Vázquez den spanischen Erstligisten SD Compostela. Mit den Galiciern, die mit bescheidenen Mitteln einen brauchbaren Kader zusammenstellen mussten, gelang ihm zwei Mal der Klassenerhalt, doch im dritten Anlauf musste man als Viertletzter in die Play-offs, wo man schließlich dem FC Villarreal unterlag. Fernando Vázquez hingegen durfte in der Primera División bleiben. Er übernahm das abstiegsbedrohte Real Oviedo. Mit den Asturiern beendete er die Saison 1998/1999 auf dem 14. Tabellenplatz und erreichte den Klassenerhalt.
Im folgenden Jahr erhielt Fernando Vázquez die Möglichkeit den Vorjahresdritten und UEFA-Champions-League-Teilnehmer RCD Mallorca zu trainieren. Mit den Mallorquiern erreichte er aber nur einen enttäuschenden zehnten Saisonplatz. Am Saisonende zogen Trainer und Verein die Konsequenzen und trennten sich im beiderseitigen Einvernehmen.

### Aufstieg und Abstiege
Während der Saison 2000/2001 übernahm Fernando Vázquez den Erstliga-Absteiger Betis Sevilla. Den Traditionsverein führte er zum Wiederaufstieg auf Rang zwei hinter dem Erzrivalen FC Sevilla. Er blieb jedoch nicht, sondern ging zu UD Las Palmas. Mit dem finanziell angeschlagenen Club stieg er allerdings als Drittletzter ab. Für die Saison 2002/2003 übernahm Vázquez das Traineramt beim Erstligisten Rayo Vallecano, doch stieg er als Tabellenletzter mit Rayo Vallecano weit abgeschlagen ab. Zu guter Letzt stieg er auch mit Real Valladolid 2003/2004 ab.

### Celta Vigo
Nach drei Abstiegen aus der ersten Liga in Folge wagte Fernando Vázquez in seiner galicischen Heimat mit dem Erstliga-Absteiger Celta Vigo einen Neuanfang. Und tatsächlich konnte er 2004/2005 seine Mannschaft zum direkten Wiederaufstieg führen. Erst am letzten Spieltag konnte durch ein 2:0 bei UE Lleida der Aufstieg erreicht werden. Im folgenden Jahr erreichte er mit Celta einen vollkommen überraschenden sechsten Platz in der Liga und somit die Qualifikation für den UEFA Cup. Trotz der Teilnahme am internationalen Geschäft rutschte Vázquez 2006/2007 nach einer beispiellosen Negativserie mit seiner Mannschaft tief in den Abstiegskampf. In der Rückrunde wurde er schließlich durch den Bulgaren Christo Stoitschkow ersetzt, der jedoch den Abstieg auch nicht mehr verhindern konnte.

## International
Ab dem Jahr 2005 bis etwa 2008 war Fernando Vázquez Trainer der erstmals seit den 30er Jahren wieder ins Leben gerufenen Galicischen Nationalelf.

## Erfolge
- 1986/87 - Aufstieg in die Segunda División B mit CD Lalín
- 1990/91 - Aufstieg in die Segunda División B mit CD Lalín
- 1991/92 - Aufstieg in die Segunda División B mit Racing Ferrol
- 2000/01 - Aufstieg in die Primera División mit Betis Sevilla
- 2004/05 - Aufstieg in die Primera División mit Celta Vigo